# ハンス・ドゥハン
ハンス・ドゥハン（Hans Duhan, 1890年1月27日 - 1971年3月6日）は、オーストリア出身のバリトン歌手。

## 経歴
1890年、ウィーン生まれ。ウィーン音楽院で声楽、ピアノ、オルガン、指揮などを学び、1910年にオパヴァの市立劇場で歌手デビューを果たした。
1914年から1940年までウィーン国立歌劇場の専属歌手を務め、1926年には宮廷歌手の称号を得た。
演奏活動に加えて後進の指導にもあたり、1932年から1955年まで母校のウィーン音楽院で教鞭をとり、エルンスト・グートシュタインやエーリッヒ・クンツらを育てた。1971年、バーデン・バイ・ウィーンにて没。

## 註
1. ↑  oxfordindex.oup.com